# مادام بوواری (فیلم ۱۹۶۹)
مادام بوواری (انگلیسی: Madame Bovary) با نام اصلیِ گناهان مادام بوواری (ایتالیایی: I peccati di Madame Bovary) یک فیلم درام تاریخی ایتالیایی-آلمانی است که در سال ۱۹۶۹ منتشر شد. این فیلم بر پایهٔ رمان مادام بوواری اثر گوستاو فلوبر ساخته شد.

## بازیگران
- ادویژ فنش در نقش اِما بوواری
- فرانکو رسل
- پیتر کارستن
- جانی دئی
- ماریا پیا کنته
- ادا فرونائو
- لوئیجی بونوس
- پاتریتسیا آدیوتوری